# Bandlundsån
Bandlundsån is een van de (relatief) kleine riviertjes die het Zweedse eiland Gotland rijk is. Dit riviertje heeft een afwateringsgebied van 1600 hectare. Ze mondt samen met de Apseån uit in de Bandlundsviken, een baai van de Oostzee.